# Mikroregion Três Lagoas

Mikroregion Três Lagoas

Mikroregion Três Lagoas – mikroregion w brazylijskim stanie Mato Grosso do Sul należący do mezoregionu Leste de Mato Grosso do Sul.

## Gminy
- Água Clara;
- Brasilândia;
- Ribas do Rio Pardo;
- Santa Rita do Pardo;
- Três Lagoas.